# Europaparlamentsvalet i Storbritannien 2014
Europaparlamentsvalet i Storbritannien 2014 ägde rum torsdagen den 22 maj 2014. Knappt 50 miljoner personer var röstberättigade i valet om de 73 mandat som hade tilldelats Storbritannien. Landet tillämpade ett valsystem med partilistor och d’Hondts metod, utan någon spärr för småpartier. Nordirland tillämpade dock ett system med enkel överförbar röst. England var uppdelat i nio valkretsar, medan Skottland, Wales och Nordirland utgjorde varsin valkrets. Olika partier ställde upp i olika valkretsar.
I april 2014 visade opinionsmätningar ett rekordstort stöd för United Kingdom Independence Party (UKIP), som vill att Storbritannien ska lämna EU.
Trots att valet avslutades den 22 maj offentliggjordes inte valresultatet förrän den 25 maj, då de sista vallokalerna i Italien stängde. Liberaldemokraterna tappade kraftigt i stöd och förlorade alla utom ett av sina tidigare mandat, medan United Kingdom Independence Party (UKIP) ökade kraftigt och fick 24 mandat. UKIP blev med sina 24 mandat också valets största parti. Labour fick 20 mandat och Konservativa partiet fick 19 mandat. Green Party of England and Wales fick 3 mandat och Scottish National Party (SNP) fick 2 mandat. Liberaldemokraterna, Sinn Féin, Democratic Unionist Party (DUP), Plaid Cymru och Ulster Unionist Party (UUP) fick ett mandat var.